# سولون بورلند
كان سولون بورلند (من مواليد 21 سبتمبر من عام 1808، وتوفي في 1 يناير من عام 1864) طبيبًا أمريكيًا شغل منصب عضو مجلس الشيوخ الأمريكي عن ولاية أركنساس في الفترة بين عامي 1848 و 1853. وخدم، في مراحل متأخرة من حياته، كضابط في جيش الولايات الكونفدرالية قاد فوج سلاح الفرسان في مسرح ترانس ميسيسيبي خلال الحرب الأهلية الأمريكية.

## النشأة وعمله
وُلد سولون بورلند في 21 سبتمبر من عام 1808، في مقاطعة نانسيموند في ولاية فرجينيا الأمريكية، للدكتور توماس بورلند، الإسكتلندي الأصل، وهاريت جودوين بورلند. انتقلت العائلة، عندما كان سولون شابًا، إلى بلدة مورفريسبورو بولاية كارولاينا الشمالية الأمريكية، حيث التحق بأكاديمية هيرتفورد. درس بورلند أيضًا الطب البشري في فيلادلفيا وفي لويزفيل. قاد سولون بورلند، في عام 1831، جيشًا أوكلت إليه مهمة كبح تمرد نات تيرنر في مقاطعة ساوثهامبتون.
خلال الحرب المكسيكية الأمريكية، كُلف بورلند بمهام ضابط ميداني في فوج المشاة في أركنساس تحت قيادة أرشيبالد ييل، وشغل المنصب طوال فترة الحرب، بعد أن سلم إدارة جريدته لمساعديه. تمكن الجيش المكسيكي من أسرِ سولون بورلند في 23 يناير من عام 1847، إلى الجنوب من منطقة سالتيو بولاية كواويلا المكسيكية. تمكن من الهرب بعد فترة من أسره، لكنه تفاجأ بتسريحه من الكتيبة التي كان يخدم فيها بعد حلّها في شهر يونيو، وعمل كمرافق شخصي متطوع للعقيد ويليام جينكس وارث في الفترة ما بين وقوع معركة مولينو ديل ري وحتى الاستيلاء على مدينة نيو مكسيكو في 14 سبتمبر من عام 1847.
بعد انتهاء الحرب، انتُخب بورلند لشغل مقعد أمبروسي هوندلي سيفير في مجلس الشيوخ الأمريكي. كانت آراؤه بشكل عام خلافية، وغير شائعة بين أعضاء المجلس الآخرين. اعتدى بورلند، خلال نقاش في مجلس الشيوخ حول حقوق المناطق الجنوبية، على النائبِ عن ولاية ميسيسيبي، هنري فوت، جسديًا. اكتشف بورلند، بعد فترة وجيزة من عودته إلى مدينة ليتل روك بولاية أركنساس الأمريكية، أن آراءه لم تكن شائعة حتى في مسقط رأسه. في عام 1852، عارض بورلند قرار إرسال العميد البحري بيري لفتح اليابان للتجارة الدولة لأن القادة اليابانيين لم يسيؤوا إلى مصالح الولايات المتحدة عند رفضهم فتح بلادهم للتجارة الدولية. استقال بورلند من مجلس الشيوخ الأمريكي عام 1853، وعُيّن مبعوثًا استثنائيًا إلى نيكاراغوا وسفيرًا للولايات المتحدة الأمريكية فيها. 
فور وصوله إلى ماناغوا، عاصمة نيكاراغوا، دعا بورلند الحكومة الأمريكية إلى رفض معاهدة كلايتون بولوير، ودعا الجيش الأمريكي أيضًا إلى دعم هندوراس في مواجهتها مع بريطانيا العظمى، وأشار في خطاب عام في نيكاراغوا، إلى أن أكبر طموحاته تتمثل في رؤية نيكاراغوا «تشكل نجمة مشرقة في علم الولايات المتحدة الأمريكية»، وتلقى بسبب هذا التصريح تأنيبًا من قبل وزير الخارجية الأمريكي حينها، ويليام مارسي. خلال مغادرته لمدينة غريتاون (التي أصبحت اليوم تعرف باسم سان خوان دي نيكاراغوا) في شهر مايو من عام 1854، تدخل بورلاند في عملية اعتقال محلية لمواطن أمريكي. تجمع حشد حول بورلند والمواطن الأمريكي ورمى أحد المتجمعين زجاجة أصابت بورلند في وجهه، فأبلغ رئيس الولايات المتحدة عن الحادثة، فما كان منه إلّا أن أرسل زورقًا حربيًا طالب من خلاله نيكاراغوا بالاعتذار. لم تعتذر نيكاراغوا للولايات المتحدة التي ردت على ذلك بقصف المدينة وإحراقها.